# ONK Metković
Omladinski nogometni klub Metković je nogometni klub iz grada Metkovića. Uz NK Neretvu, drugi je to nogometni kolektiv. Natječe se u petom rangu hrvatskog nogometnog natjecanja, 1. ŽNL Dubrovačko-neretvanskoj.

## Povijest
Omladinski nogometni klub Metković osnovan je 1975. godine. Kako je popularnost nogometa u dolini Neretve i NK Neretve tih 70-tih godina rasla, došlo se na ideju da se osnuje i drugi nogometni klub u Metkoviću. Ta ideja je iznijeta na sjednici Saveza za fizičku kulturu općine Metković u ožujku 1975., a u potpunosti se razradila tek nakon 3 mjeseca, točnije 31. srpnja 1975. kada je održana osnivačka skupština ONK Metković. U zgradi „TP Razvitak”, donesena je odluka o osnivanju ONK Metković. Nekim pojedincima u sportskim strukturama ta se odluka nije sviđala, pa nisu dopustili da ONK Metković svoju prvu prvenstvenu utakmicu odigra na igralištu Neretve. Igralo se u Gabeli. Na toj skupštini izabrano je rukovodstvo kluba u sastavu: Ante Kežić kao predsjednik te Blagotvor Grgurinović u ulozi tajnika. Izabrani su i prvi treneri Branko Bebić, Tomo Dragović i Branko Gutić. Prvu službenu utakmicu ONK Metković odigrao je 25. veljače 1976. godine protiv NK Neretva u Kupu, s rezultatom 5:0 za Neretvu. Nakon utemeljenja ONK Metković naknadno se uključio u Prvenstvo Općinskog nogometnog saveza (ONS) Dubrovnik i već u prvoj sezoni plasirali su se u viši rang natjecanja, Međuopćinsku ligu Metković – Dubrovnik – Korčula u sezoni 1976./77. Metković nije imao domaćinski teren sve dok nije izgrađena OŠ Don Mihovil Pavlinović, a paraleleno sa školom napravljeno je i igralište u radnoj akciji 1979. U ovoj ligi klub se natjecao do 1982./83. kada osvaja prvo mjesto na tablici te stječe pravo natjecanja u Dalmatinskoj nogometnoj ligi (četvrti rang natjecanja). Na prvu pobjedu protiv gradskog rivala Neretve čekali su sve do 2. travnja 1980. kada su ih izbacili u drugom kolu kupa rezultatom 1:3. 1980. godina bila je ujedno i najbolji rezultat u jugokupu gdje su igrači Metkovića došli sve do 6. kola Jugokupa, a u Hrvatskom nogometnom Kupu ONK Metković nije ostvario značajan rezultat. U hrvatskim nogometnim natjecanjima Metković većinom varira u četvrtom ili petom rangu natjecanja.
Dobitnici su godišnje Nagrada grada Metkovića za sportske djelatnosti 1978. te Nagrade grada Metkovića "Ždral" u području sporta za 2005. i 2021. godinu.

## Liga
Trenutačno se natječe u 1. ŽNL Dubrovačko-neretvanska. 1. ŽNL je četvrti rang hrvatskog nogometnog natjecanja.
Sudionici ovog natjecanja su nogometni klubovi na području Dubrovačko-neretvanske županije.To je natjecanje gdje za skoro svako gostovanje moraju 2 puta prelaziti državne granice, a putovanje na neka gostovanja traje koliko i vožnja do Zagreba. Liga ima 12 klubova, a održava se u periodu jesenske i proljetne polusezone dvokružnim sistemom. Svi klubovi međusobno igraju jedni protiv drugih jednom kao gosti i jednom kao domaćini.
Pobjednik ove lige kao i ostalih 4 dalmatinskih županijskih liga ide u doigravanje za 3. HNL – Jug. U sezoni 2020./21. ONK Metković završio je na 1. mjestu okrunivši se titulom prvaka. Kao prvaci ostvaruju pravo za kvalifikacije za ulazak u 3. HNL – Jug.  

## Simboli kluba

#### Dres
Metković je svoju prvu utakmicu odigrao u cijelosti crvenom dresu, ali je godinama igrao u dresu s kombiniranim crveno-bijelim okomitim prugama što je simboliziralo boje hrvatskog grba. Godinama na metkovskom dresu prevladavala je crvena boja, do 2017. godine kada se u prijateljskoj utakmici protiv Hajduka II tradicija prugastog dresa ponovno oživljava. Pričuvni dres se sastoji od bijelo-crne majice, crvenih hlača i bijelih čarapa.
U sezoni 2019./20. povodom 45 godina postojanja, predstavljaju europski dres. Posebno izrađena garnitura s unikatnim simbolima grada i kluba na prednjoj strani imala je crkvu sv. Nikole i klupske prostorije, dok rukave krase natpisi #ONK te klupski slogan "ekipa, a ne klub". Na stražnjoj strani dresa, uz broj i natpis ‘ONK METKOVIĆ’ nalazi se hrvatska zastava te stih "Ovisan sam o tebi Metkoviću moj lipi" iz pjesme metkovskog pjesnika Tomislava Zupčića Zupe.

### Grb
Grb Omladinskog nogometnog kluba Metković mijenjao se kroz povijest u dva navrata. Prvi grb kluba koristio se od osnutka 1975.godine, pa sve do 1990. godine kada je promijenjen i kao takav se koristio sve do 2007. godine. Od tada je u uporabi sadašnji grb kojim dominiraju crvena, bijela i plava boja, uz ždral kao simbol ornitološkog bogatstva neretvanske doline. U gornjem desnom kutu je stilizirani šahirani grb i godina osnutka kluba. 
- Grb od 1975. do 1990.
- Grb od 1990. do 2007.
- Grb od 2007.

Glasovima preko 20 tisuća glasača grb ONK Metković proglašen je najljepšim grbom nogometnih klubova iz Dalmacije prema izboru Facebook stranice 3.HNL Jug, u konkurenciji 64 grba nakon nekoliko tjedana glasovanja.

### Stadion
Igralište ONK Metković, poznato je i pod kolokvijalnim nazivom Štruvino igralište prema lokalnom nogometnom treneru Jozi Ćužiću Štruvi. Izgrađeno je 1976. godine i otada se na njemu održavaju domaće utakmice Metkovića. Igralište se nalazi na desnoj strani grada Metkovića, a kapacitet stadiona je 1100 mjesta. Kapacitet najvećim dijelom otpada na zapadnu tribinu, i nešto manjim dijelom na sjevernu tribinu pokraj klupskih prostorija.
Osim ONK Metković, Štruvino igralište koriste i ragbijaški klub Metković. Osim glavnog terena, u sklopu je i pomoćni nogometni teren naziva Smokvica, po uzoru na naselje na otoku Korčuli i njihov nogometni teren. Pomoćni teren je 2020. osvijetljen i postavljena je podloga s umjetnom travom.

### Navijači
ONK Metković prati navijačka skupina pod imenom "Jajani", a osnovani su 2003. godine. Svoju premijeru su imali na utakmici protiv opuzenskog Neretvanca za ulaz u 3. HNL – Jug kada je Neretvanac slavio s 0:1 i plasirao se u viši rang. Potporu klubu iskazuju na svim domaćim utakmicama, a posebno u mjesecu ožujku kada slave svoj rođendan.
Jajani vjerno bodre svoj klub i na gostovanjima, a u najvećem sastavu su kod susjednih Maestrala iz Krvavca i u Kominu kod Gusara. Rivalske skupine su im navijači Maestrala Bloketi, i gradski rivali Blue-white killers, navijači Neretve.
Godine 2013. proslavili su desetogodišnjicu svoga postojanja na utakmici protiv Župe dubrovačke kada je ONK Metković pred punim tribinama slavio s rezultatom 1:0.

## Statistika u prvenstvima Hrvatske
| Sezona    | Rang | Liga                                         | Pozicija | Utakmice | Pobjede | Neodlučeno | Porazi | Postignuti golovi | Primljeni golovi | Gol-razlika | Bodovi  | Prvak            |
| 1975./76. | 6    | ONL Dubrovnik                                | 1.↑      | 6        | 4       | 0          | 2      | 16                | 7                | +9          | 8       | Metković         |
| 1976./77. | 5    | MOL Dubrovnik – Metković – Korčula – Lastovo | 7.       | 22       | 7       | 6          | 9      | 25                | 36               | -11         | 20      | Hajduk Vela Luka |
| 1977./78. | 5    | MOL Dubrovnik – Metković – Korčula – Lastovo | 3.       | 26       | 13      | 7          | 6      | 51                | 26               | +25         | 33      | Hajduk Vela Luka |
| 1978./79. | 5    |                                              | .        |          |         |            |        |                   |                  |             |         | ?                |
| 1979./80. | 5    | MOL Dubrovnik – Metković – Korčula – Lastovo | 3.       | 26       | 16      | 4          | 6      | 55                | 38               | +17         | 36      | Slaven Gruda     |
| 1980./81. | 5    |                                              | .        |          |         |            |        |                   |                  |             |         | ?                |
| 1981./82. | 5    |                                              | .        |          |         |            |        |                   |                  |             |         | ?                |
| 1982./83. | 5    | MOL Dubrovnik – Metković – Korčula – Lastovo | .↑       |          |         |            |        |                   |                  |             |         | ?                |
| 1983./84. | 4    | Dalmatinska liga                             | 11.      | 26       | 6       | 7          | 13     | 24                | 29               | -5          | 19      | Zmaj Makarska    |
| 1984./85. | 4    | Dalmatinska liga – Južna skupina             | 5.       | 24       | 11      | 4          | 9      | 33                | 39               | -6          | 26      | Jadran Ploče     |
| 1985./86. | 4    | Dalmatinska liga – Južna skupina             | 2.       | 24       | 13      | 4          | 7      | 46                | 36               | +10         | 30      | HTP Dubrovnik    |
| 1986./87. | 4    | Dalmatinska liga – Južna skupina             | 8.       |          |         |            |        | 47                | 39               | +8          | 21      | HTP Dubrovnik    |
| 1987./88. | 5    |                                              | .        |          |         |            |        |                   |                  |             |         | ?                |
| 1988./89. | 5    | Dalmatinska liga – Južna skupina             | 9.       | 30       | 11      | 3          | 13     | 43                | 49               | -6          | 25      | Slaven Gruda     |
| 1989./90. | 5    | Dalmatinska liga – Južna skupina             | 5.       | 20       | 9       | 2          | 10     | 29                | 27               | +2          | 20      | Orebić           |
| 1990./91. | 5    | Dalmatinska liga – Južna skupina             | 5.       | 21       | 8       | 4          | 9      | 36                | 26               | +10         | 20      | Gusar Komin      |
| 1991./92. | 4    |                                              | .        |          |         |            |        |                   |                  |             |         | ?                |
| 1992./93. | 4    |                                              | .        |          |         |            |        |                   |                  |             |         | ?                |
| 1993./94. | 4    |                                              | .        |          |         |            |        |                   |                  |             |         | ?                |
| 1994./95. | 3    | 3. HNL – Jug                                 | .        |          |         |            |        |                   |                  |             |         | ?                |
| 1995./96. | 4    | 3. HNL – Jug                                 | .        |          |         |            |        |                   |                  |             |         | ?                |
| 1996./97. | 4    | 3. HNL – Jug                                 | .        |          |         |            |        |                   |                  |             |         | ?                |
| 1997./98. | 4    |                                              | .        |          |         |            |        |                   |                  |             |         | ?                |
| 1998./99. | 4    |                                              | .        |          |         |            |        |                   |                  |             |         | ?                |
| 1999./00. | 4    | 1. ŽNL                                       | 4.       | 26       | 14      | 5          | 7      | 39                | 28               | +11         | 46      | Dubrovnik        |
| 2000./01. | 4    | 1. ŽNL                                       | 4.       | 24       | 12      | 4          | 8      | 45                | 33               | +12         | 40      | Konavljanin      |
| 2001./02. | 4    | 1. ŽNL                                       | 10.      | 24       | 8       | 1          | 15     | 40                | 63               | -23         | 24 (-1) | Gusar Komin      |
| 2002./03. | 4    | 1. ŽNL                                       | 4.       | 24       | 14      | 4          | 6      | 59                | 26               | +33         | 43      | Gusar Komin      |
| 2003./04. | 4    | 1. ŽNL                                       | .        |          |         |            |        |                   |                  |             |         | Hajduk Vela Luka |
| 2004./05. | 4    | 1. ŽNL                                       | 3.       | 18       | 9       | 4          | 5      | 34                | 26               | +8          | 31      | Neretvanac       |
| 2005./06. | 4    | 1. ŽNL                                       | 8.       | 18       | 6       | 2          | 10     | 23                | 32               | -9          | 20      | Slaven Gruda     |
| 2006./07. | 4    | 4. HNL – Jug A                               | 8. ↓     | 28       | 6       | 2          | 20     | 24                | 60               | -36         | 20      | Neretvanac       |
| 2007./08. | 5    | 1. ŽNL                                       | 6.*      | 21       |         |            |        |                   |                  |             | 22      | Croatia Gabrile  |
| 2008./09. | 5    | 1. ŽNL                                       | 8.↑      | 18       | 5       | 2          | 11     | 24                | 34               | -10         | 17      | Dubrovnik        |
| 2009./10. | 4    | 4. HNL – Jug – DN                            | 8. ↓     | 20       | 4       | 2          | 14     | 16                | 53               | -37         | 14      | BŠK Zmaj         |
| 2010./11. | 5    | 1. ŽNL                                       | 6. ↑     | 21       | 5       | 6          | 10     | 30                | 41               | -11         | 21      | Croatia Gabrile  |
| 2011./12. | 4    | 4. HNL – Jug C                               | 5.       | 20       | 4       | 5          | 11     | 16                | 40               | -24         | 17      | Župa dubrovačka  |
| 2012./13. | 4    | 1. ŽNL                                       | 5.       | 18       | 7       | 2          | 9      | 38                | 44               | -6          | 23      | Gusar Komin      |
| 2013./14. | 4    | 1. ŽNL                                       | 6.       | 23       | 9       | 7          | 7      | 39                | 40               | -1          | 34      | Jadran LP        |
| 2014./15. | 4    | 1. ŽNL                                       | 7.       | 22       | 8       | 8          | 6      | 24                | 29               | -5          | 32      | Slaven Gruda     |
| 2015./16. | 4    | 1. ŽNL                                       | 4.       | 22       | 10      | 5          | 7      | 30                | 22               | +8          | 35      | GOŠK Dubrovnik   |
| 2016./17. | 4    | 1. ŽNL                                       | 5.       | 24       | 10      | 6          | 8      | 38                | 32               | +6          | 36      | Župa dubrovačka  |
| 2017./18. | 4    | 1. ŽNL                                       | 9.       | 25       | 9       | 4          | 12     | 31                | 44               | -13         | 31      | Neretva          |
| 2018./19. | 4    | 1. ŽNL                                       | 5.       | 22       | 12      | 6          | 5      | 34                | 20               | +14         | 39      | Croatia Gabrili  |
| 2019./20. | 4    | 1. ŽNL *                                     | 3.       | 12       | 7       | 2          | 3      | 22                | 14               | +8          | 23      | Orebić           |
| 2020./21. | 4    | 1. ŽNL                                       | 1.↑      | 21       | 17      | 2          | 2      | 51                | 14               | +37         | 57      | Metković         |

```
*(natjecanje prekinuto zbog pandemije COVID-19)
```

## Poznati bivši igrači
- Marin Ljubičić
- Duje Medak

## Vanjske poveznice
- ONK Metković – Službena web stranica  Arhivirana inačica izvorne stranice od 16. srpnja 2014. (Wayback Machine) (hrv.)
- Facebook stranica ONK Metković (hrv.)
- Youtube kanal ONK Metković (hrv.)
- Profil, HNS Semafor
- Dalmatinski nogomet – ONK Metković – sezona za pamćenje (hrv.)